# Aurisina
Aurisina (slovenski: Nabrežina),  je naselje uz obalu Tršćanskog zaljeva dio talijanske općine Duino-Aurisina u regiji Furlanija-Julijska krajina u Sjevernoj Italiji.
Aurisina je naselje od 2190 stanovnikaod kojih su većina Slovenci, leži 15 km sjeverozapadno od centra Trsta na željezničkoj pruzi i cesti Trst - Monfalcone.

## Povijest
Aurisina se je do 1923. zvala po svom slovenskom imenu Nabrežina, tad joj je u doba fašizma i opće talinizacije promijenjeno ime.
Aurisina je od antike poznata po svom kamenolomu, kojeg su rabili Rimljani za gradnju Aquileae i Targestuma.
Naselje se prvi put spominje pod imenom Lebrosina 1308., Nabrežina i njen kamenolom živnuli su 1857. kad je izgrađena željeznička pruga Beč-Trst.
Nakon Prvog svjetskog rata, Nabrežina je priključena Kraljevini Italiji, tad se dobar dio stanovnika slovenske nacionalnosti iselio u Kraljevinu Jugoslaviju ili u prekomorske zemlje. Za Drugog svjetskog rata brojni stanovnici Nabrežine odvedeni su u koncentracijske logore.

## Zemljopisne karakteristike
Nabrežina se nalazi na križanju dviju željezničkih pruga Trst - Venecija i Trst-Ljubljana), rastegnuta na krškim brežuljcima duž uz autoceste A4 Trst - Venecija. Obalu uz Tršćanski zaljev karakteriziraju strmi klifovi visoki do 110 m, tu se nalaze tragovi rimskog kamenoloma i jedna manja lučica s lukobranom.
Aurisina / Nabrežina ima četiri zaseoka:
- Nabrežina Križ - Aurisina Santa Croce (349 stanovnika),
- Nabrežina Postaja - Aurisina Stazione (479),
- Nabrežina Kamnolomi - Aurisina Cave (977),
- Nabrežina - Aurisina Centro (753).

Sjedište naselja je Nabrežina Kamnolomi (Aurisina Cave), u kojem je željeznička stanica Bivio d'Aurisina i stanica karabinjera. U većem zaseoku Nabrežina je jednobrodna barokna crkva sv. Roko iz 1604.

## Vanjske poveznice
- Duino Aurisina, Rilke, Turismo, Vacanze, Duino, Aurisina, Sistiana